# Joachim Erwin
Pour les articles homonymes, voir Erwin.
Joachim Erwin (né le 2 septembre 1949 à Stadtroda, Thuringe et mort le 20 mai 2008  à Düsseldorf) est un avocat et homme politique allemand. De 1999 jusqu'à sa mort, il est bourgmestre de Düsseldorf.

## Biographie
Erwin et sa famille sont arrivés à Wuppertal à l'âge de trois ans, puis à Düsseldorf à l'âge de onze ans.  1968, il passe son Abitur au lycée Humboldt de Düsseldorf. Il étudie ensuite le droit, les sports et les études hispaniques à l'Université de la Ruhr à Bochum. Depuis 1976, il travaille comme avocat à Düsseldorf. En tant que membre de la CDU, il est membre du conseil municipal de Düsseldorf entre 1975 et 1988, puis membre du Landtag de Rhénanie-du-Nord-Westphalie, et depuis 1994 de nouveau au conseil municipal. En 1998, il est élu bourgmestre de Düsseldorf. Erwin est bourgmestre depuis les élections locales de 1999, succédant à Marie-Luise Smeets (bourgmestre de 1994 à 1999). Il occupe ce poste jusqu'à sa mort.
Joachim Erwin décède le 20 mai 2008 à l'hôpital Augusta de Düsseldorf d'un cancer du côlon diagnostiqué en 2003. Il est enterré dans une tombe honorifique du cimetière du Nord de Düsseldorf.

## Élections municipales
À la suite d'un changement dans les lois électorales locales, les bourgmestres et les administrateurs de district de Rhénanie du Nord-Westphalie sont élus directement à partir de 1999 au lieu de par le conseil municipal.
Lorsque Erwin se présente pour la première fois dans l'élection du bourgmestre de Düsseldorf en 1999, la nouvelle disposition est déjà en vigueur. Sa rivalz social-démocrate et ancienne titulaire, Marie-Luise Smeets, a dirigé pendant cinq ans le premier gouvernement municipal rouge-vert de Düsseldorf, traditionnellement chrétienne-démocrate. Erwin reçoit 48,3% des voix au premier tour de scrutin, Smeets 45,3%. Il arrive en tête au deuxième tour avec 50,8% des voix Erwin est ainsi devenu le premier bourgmestre élu directement de Düsseldorf.
Aux élections locales de 2004, Joachim Erwin reçoit 50,4% des suffrages exprimés (taux de participation 53,1 %) et est donc réélu au premier tour de scrutin.

## Politique
En tant que bourgmestre, Erwin est le principal responsable de l'administration municipale et président du conseil municipal ainsi que du comité principal et des finances. Il est également président du conseil de surveillance de Messe Düsseldorf GmbH, du club de football Fortuna Düsseldorf, ainsi que du conseil d'administration de la Stadtsparkasse et membre du conseil de surveillance de l'aéroport de Düsseldorf. Depuis 1999, sa politique au Conseil est largement soutenue par une majorité de la CDU et du FDP - parfois basée sur un accord de coalition. Dans la plupart des cas, cependant, il n'y a pas d'accord de coopération formelle entre les parties, de sorte que pour la première fois dans le débat sur l'Arcaden de Düsseldorf à la gare de Bilk en juillet 2005, aucune majorité du conseil n'est obtenue. En juin 2006, cependant, ce projet est décidé à une courte majorité au scrutin secret et la chambre ouvre en septembre 2008.
Au cours de son deuxième mandat, la «Düsseldorf Strasse Statung» est introduite, l'ordonnance de l'autorité de régulation en partie très controversée pour le maintien de la sécurité et de l'ordre publics dans la capitale de l'État de Düsseldorf (DStO). 
Il s'est fait connaître au-delà des frontières de Düsseldorf grâce aux candidatures finalement infructueuses de la capitale de l'État pour accueillir la Coupe du monde 2006 et les Jeux olympiques de 2012.
Sous Erwin, Düsseldorf est l'une des rares grandes villes d'Allemagne à avoir eu un budget équilibré pendant des années - bénéficiant du bon développement de l'économie et des recettes fiscales - et peut réduire considérablement la dette grâce à la privatisation. En particulier, sous la direction d'Erwins, la ville vend une participation majoritaire dans Stadtwerke Düsseldorf (à EnBW) et des parts dans le groupe énergétique RWE. Selon Erwin et la majorité noire et jaune du conseil, la ville doit être libérée de ses dettes d'ici la fin de 2006. Le 12 septembre 2007 Erwin déclare Düsseldorf exempte de dettes. Cependant, dans les années suivantes sous son successeur Elbers, le maintien de cette liberté de dette est mis en doute par diverses autorités.
Après sa mort, les représentants de tous les partis et la presse locale reconnaissent à l'unanimité que le développement économique et urbain ainsi que la réputation accrue de Düsseldorf dans le monde est l'un des grands mérites d'Erwin, pour lequel il s'est résolument engagé jusqu'à quelques jours avant son décès. Il a su inspirer des architectes, des artistes et des entreprises de renommée mondiale pour des projets dans la ville,.
À l'approche de sa mort, Erwin laisse un «héritage politique» aux citoyens et aux hommes politiques de la ville, qui est publié à titre posthume sur le site Web de la ville.
En 2017, la Joachim-Erwin-Platz nouvellement crééz sur Kö-Bogen lui est dédié, un projet pour lequel il a fait campagne pendant son mandat.

## Actions en tant que bourgmestre
Le plaidoyer d'Erwin pour les grands projets de construction tels que l'arène LTU, le Medienhafen (la planification a lieu avant sa prise de fonction), l'Arcaden de Düsseldorf et le Kö-Bogen conduit à une polarisation croissante du public. Certains l'ont accusé de mégalomanie, d'autres ont salué sa tentative de faire de Düsseldorf un lieu d'affaires en plein essor et un aimant pour les visiteurs. En 2006, l'ISS Dome, qui est également sous l'égide d'Erwin, est ouvert. La vente de la majorité de Stadtwerke Düsseldorf à EnBW est particulièrement controversée, car elle a lieu immédiatement après l'expiration de la période de validité d'un référendum contraire, alors qu'un nouveau référendum était en préparation. En fin de compte, cependant, Erwin a atteint son objectif de libérer la ville de la dette grâce à cette vente.
Avec le gouvernement de l'État du SPD (jusqu'en mai 2005), le gouvernement de l'État de la CDU, l'ancien ainsi que le président sortant de la police de Düsseldorf, Erwin est souvent impliqué dans un différend très médiatisé sur des questions de sécurité et de politique financière. Son apparence publique est souvent qualifiée de maladroite. Sa répression sévère contre le camp d'un groupe de Roms en fait partie, tout comme la dispute sur les Arcaden de Düsseldorf et le Golzheimer Friedhof et la vente de la Jan-Wellem-Platz. Dans les deux derniers cas mentionnés, Erwin tente d'abord d'empêcher formellement un référendum, ce qu'il ne réussit pas légalement. Cependant, il remporte les votes suivants car le quorum nécessaire n'est pas atteint.
En 2003, lors d'une conférence de presse devant une soixantaine de journalistes, Erwin qualifie un membre du conseil du PDS de «communiste fou». Il lui est interdit de faire cette déclaration en tant que critique diffamatoire sous peine d' amende après avoir rejeté un règlement à l'amiable proposé par le tribunal. Avec la réprimande du juge qui est exprimée par la suite, Erwin attire de sévères critiques du ministère de la Justice de Rhénanie-du-Nord-Westphalie.
Toujours en 2003, on apprend qu'Erwin fait l'objet d'une enquête en raison du soupçon initial d' évasion fiscale . Il s'agit d'environ 90 000 euros de revenus non déclarés à des fins fiscales. Cependant, l'enquête est abandonnée faute de soupçons suffisants. Erwin lui-même soupçonne une manœuvre de campagne de l'opposition derrière l'annonce.
En 2005, son rôle dans la vente du château d'Eller à Provinzial-Versicherung est controversé après qu'on apprend qu'il fait partie du conseil d'administration de la société. Un autre point central est sa politique du personnel, qui est critiquée comme étant du favoritisme. 
Le manque de participation du public aux décisions politiques esr souvent critiqué. Des exemples en sont la vente d'actions dans le Düsseldorf Düsseldorf Stadtwerke et la construction du Düsseldorf Arcaden et du Kö-Bogen. D'autres ont à leur tour salué sa politique économique et financière ainsi que le niveau élevé d'investissement.
Erwin est l'un des vice-présidents de l'Association allemande des villes depuis 2005.

## Autres
Dans l'épisode Entführt de la série Alerte Cobra (épisode 166, saison 20), Joachim Erwin est vu dans le rôle d'un avocat; en 2006, il joue dans le feuilleton quotidien Verbotene Liebe. Il joue un caissier de supermarché dans le film Beautiful Bitch.
La fille d' Erwin, Angela Erwin (* 1980), a rejoint le parlement de l'État de NRW en tant que candidate directe (circonscription électorale de l'État de Düsseldorf III) aux élections de l'État de NRW en 2017.

## Biographie
- Joachim Erwin - 1949-2008 . Droste, Düsseldorf 2008,  (ISBN 978-3-7700-1312-8) .